# Станчо Цонев
Станчо Цонев е български футболист, нападател.

## Биография
Роден е на 16 септември 1964 г. в Бургас.
Играл е за Черноморец (Бургас), Слънчев бряг, Нефтохимик, Антибиотик-Лудогорец и Порт (Бургас). От есента на 2006 г. играе за Камено. С Нефтохимик е двукратен носител на Купата на ПФЛ през 1996 и 1997, вицешампион през 1997, финалист за Купата на БФС през 1991 и полуфиналист (1995) г. за купата на страната. Има 2 мача за купата на УЕФА. За националния отбор е изиграл 3 мача.
През лятото на 2007 година Станчо Цонев основава заедно с фирмата Евробилдг-инженеринг футболния клуб Атлетик (Бургас), на който е играещ треньор и изпълнителен директор.

## Статистика
- Черноморец (Бургас) – 1985/пр. - А група, 1 мач/0 гола
- Слънчев бряг – 1985/86 – В група, 14/3
- Слънчев бряг – 1986/87 – В група, 23/7
- Слънчев бряг – 1987/88 – В група, 28/12
- Слънчев бряг – 1988/ес. - В група, 15/6
- Нефтохимик – 1989/пр. - В група, 11/4
- Нефтохимик – 1989/90 – В група, 27/15
- Нефтохимик – 1990/91 – В група, 29/18
- Нефтохимик – 1991/92 – Б група, 37/12
- Нефтохимик – 1992/93 – Б група, 33/5
- Нефтохимик – 1993/94 – Б група, 29/3
- Нефтохимик – 1994/95 – А група, 29/10
- Нефтохимик – 1995/96 – А група, 28/7
- Нефтохимик – 1996/97 – А група, 28/7
- Нефтохимик – 1997/98 – А група, 26/3
- Антибиотик-Лудогорец – 1998/99 – Б група, 21/7
- Порт (Бургас) – 1999/00 – В група, 26/12
- Порт (Бургас) – 2000/01 – В група, 17/6
- Нефтохимик – 2009/10 – В група, 1/0